# Jak–36
A Jak–36 (oroszul: Як–36, NATO-kódja: Freehand), gyári jelzéssel V gyártmány (oroszul: изделие В [izgyelije V]) szovjet kísérleti helyből felszálló repülőgép, melyet az OKB–115 tervezőiroda a későbbi Jak–38-as haditengerészeti vadászrepülőgép kifejlesztéséhez szükséges rendszerek és eljárások kipróbálására épített. Négy példány készült belőle. Kettőt a földi tesztekre és statikai vizsgálatokra használtak, kettővel repülési próbákat végeztek az 1960-as években.

## Története
Jakovlev 1960-ban látta repülni a brit Short SC.1 kísérleti helyből felszálló repülőgépet. Ekkor határozta el, hogy megtervez egy hasonló repülőgépet a Szovjetunióban. Hamarosan elnyerte ehhez a Repülőgépipari Minisztérium támogatását. A tervezőirodában megszervezett egy tervezőcsoportot a helyből felszálló repülőgép koncepciójának kidolgozására Sztanyiszlav Mordovin és Leon Sehtyer vezetésével. A munkába bekapcsolódott V. N. Matvejev és Aram Rafaeljanc is a Repülő-kísérleti Intézettől (LII) több más mérnökkel, akik az 1956-ban épített Turboljot nevű kísérleti repülő eszközzel már szereztek tapasztalatokat a sugárhajtóműves helyből felszálló repülés terén.
A koncepciók kidolgozása során több elképzelés is született. Az első, 1960 végén született Jak–30V jelzésű tervezet a Jak–30 (V – Vertyikalnij, magyarul: függőleges) sugárhajtású gyakorló repülőgépen alapult, melyet két RU–19–300 emelő hajtóművel láttak volna el. Ezt az elképzelést hamarosan egy új elképzelés váltotta fel, amely a Hawker P.1127 hajtómű-elrendezését követte. A gépbe olyan hajtóművet képzeltek el, amely – a brit Pegasus hajtóműhöz hasonlóan – négy elfordítható fúvócsővel rendelkezik, amelyből kettő a kétáramú sugárhajtómű külső, hideg áramköréhez kapcsolódik. A szovjet repülőgépipar azonban még tervek szintjén sem rendelkezett ilyen hajtóművel, a Repülőgépipari Minisztérium (MAP) pedig visszautasította Jakovlev ez irányú igényét. Helyette a MAP és a CIAM egy egyszerűbb megoldást javasolt. Egy már létező gázturbinás sugárhajómű átalakítását és elfordítható fúvócsővel történő felszerelését szorgalmazták. A választás Tumanszkij R–27-es hajtóművére esett. A hajtómű módosítását a Tumaszkij tervezőirodában (OKB–300) K. Hacsaturov irányította.
1961 elejére kialakult a gép koncepciója. A tervezőmunkát Oreszt A. Szidorov főkonstruktőr irányította. A főmérnök V N. Pavlov volt. A fejlesztést a Repülő-kísérleti Intézet munkatársai is támogatták. Bekapcsolódott a munkába Jurij Garnajev is, aki az LII-nél a Turboljottal számos felszállást végzett. Kezdetben a projekt a V gyártmány (Izgyelije V) nevet viselte, majd később a Jak–36 típusjelzést kapta.
Négy gépet építettek. Az elsőként egy sárkányszerkezet készült, melyet a szilárdsági tesztekhez használtak fel.

## Műszaki adatok

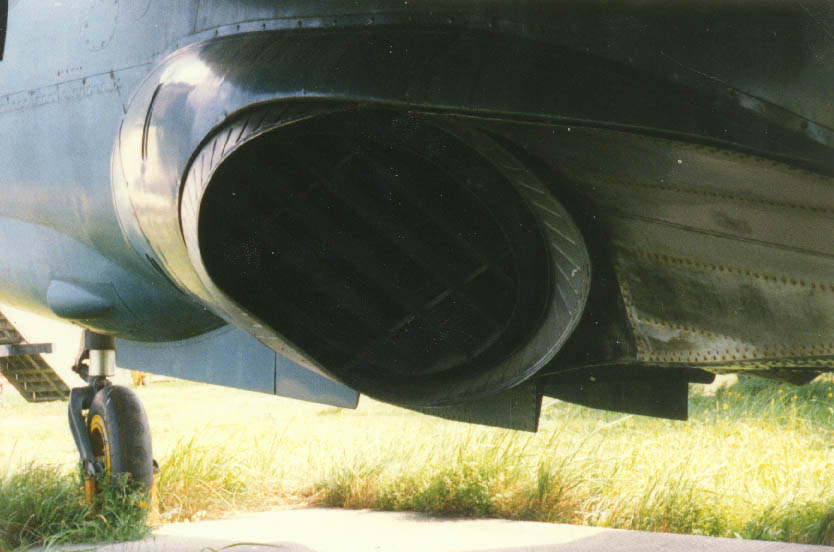
A hajtómű bal oldali elfordítható fúvócsöve

### Geometriai méretek és tömegadatok
- Fesztáv: 10 m
- Hossz: 816,4 m
- Magasság: 4,3 m
- Szárnyfelület: 17 m²
- Üres tömeg: 5400 kg
- Normál felszálló tömeg: 9400 kg
- Üzemanyag: 2600 kg

### Hajtómű
- Hajtóművek száma: 2 db
- Típusa: Tumanszkij R–27–300 gázturbinás sugárhajtómű
- Maximális tolóerő: 2×51,993 kN

### Repülési jellemzők
- Maximális sebesség: 1100 km/h
- Maximális repülési magasság: 12 000 m
- Hatótávolság: 500 km